# Pierre Ichac
Pour les articles homonymes, voir Ichac.
Pierre Ichac, né le 7 juin 1901 à Paris et mort le 20 août 1978 à Clichy, est un photographe, cinéaste, grand reporter, explorateur et ethnologue français.
Il était un grand connaisseur de l'Afrique, du Sahara et de l'Afrique noire.

## Biographie
Pierre Ichac est le fils du journaliste financier Eugène Ichac et de Jeanne Manteau, et le frère du cinéaste de montagne Marcel Ichac.

### L’Afrique du Nord et le Sahara (année 1920-1930)
Il commence sa carrière en 1922 en tant qu’ingénieur agronome, dans les sucreries de haute-Égypte. Il découvre alors l’Afrique et l’archéologie. Il sera plus tard membre de la Société française d’égyptologie.
Pierre Ichac réalise alors plusieurs films scientifiques sur l’Égypte, le Moyen-Orient, le Hoggar en Algérie, où il passe deux séjours de six mois chez les Touaregs. Un reportage sur les Touaregs du Hoggar paru en 1930 dans le magazine Vu — où travaille également son frère Marcel Ichac — le révèle au grand public.
En 1932, Pierre Ichac est l'assistant du réalisateur autrichien Georg Wilhelm Pabst pour la réalisation de L'Atlantide, film germano-français tiré du roman de Pierre Benoit et situé dans le désert du Hoggar.
En 1934-1935, il participe à plusieurs expéditions en Afrique-Équatoriale française et au Hoggar en Algérie. Il est notamment le cinéaste et photographe de l’expédition alpine française avec le capitaine Raymond Coche, François de Chasseloup-Laubat, Roger Frison-Roche et Pierre Lewden. Il participe à la découverte des fresques rupestres de Mertoutek. La mission Coche découvre officiellement les sites rupestres du Hoggar, dont la mission de Henri Lhote réalisera les relevés.

### Grand reporter et correspondant de guerre (1935-1945)
De 1935 à 1939, Pierre Ichac est grand reporter à L'Illustration et à Paris Match. Il effectue des reportages sur la guerre d’Éthiopie (1935-1936), au Levant (Palestine, Syrie, Irak), sur la guerre civile espagnole (1936), en Afrique centrale (1937), en Extrême-Orient (1938, où il participe aussi au film Le Drame de Shanghaï de Georg Wilhelm Pabst), en Europe centrale et dans les Balkans après l’invasion de la Tchécoslovaquie par l’Allemagne nazie (1939). Il réalise également un reportage sur les premières lignes aériennes françaises transafricaines.
En 1939-1940, il est correspondant de guerre en France.
En 1940, Pierre Ichac participe avec l’abbé Breuil aux premières visites de la grotte de Lascaux, nouvellement découverte, et en réalise le premier reportage photographique.
Entre 1942 et 1945, Pierre Ichac est correspondant de guerre et couvre les campagnes de Tunisie, de Corse, d’Italie (notamment la bataille de Monte Cassino), le débarquement de Provence, les combats du Jura, des Vosges et d’Alsace-Lorraine. Il réunira ses souvenirs dans le livre Nous marchions vers la France (1954). Les photographies qu'il a réalisées pendant cette période, notamment deux cents négatifs ainsi que plusieurs tirages sur papier, ont été données par ses descendants en 2023 à l'Établissement de communication et de production de la Défense.

### L’Afrique centrale (après 1945)
Pierre Ichac avait découvert l’Afrique centrale durant l’hiver 1933-1934, lors d’un reportage effectué au Tchad, en Oubangui (actuel République centrafricaine) et au Cameroun. Il y retournera en particulier en 1937. Mais c’est véritablement après la Seconde Guerre mondiale qu’il se consacrera à cette partie de l’Afrique.
En 1946, grand reporter à la RTF, Pierre Ichac créé à une émission de radio consacrée à l’Afrique intitulée Magazine de la France d’outre-mer, puis L’Afrique et le monde, diffusé jusqu’en 1964. Pierre Ichac réalise, entre autres, un reportage en direct de Lambaréné au Gabon, pour les 80 ans du docteur Albert Schweitzer.
Pierre Ichac a reçu en 1958 le prix Maurice Bourdet du reportage radiophonique et en 1961 le prix Pierre Mille décerné par le Syndicat de la presse française pour l’ensemble de ses reportages écrits ou parlés sur l’Afrique.

### Responsabilités associatives
Pierre Ichac était membre de l’Académie des sciences d'outre-mer (1969), membre de la Société des africanistes, de la Société française d'égyptologie, du Club des explorateurs, du Comité français des grandes chasses, de l’Association des chasseurs et pêcheurs gabonais. Il était cofondateur du Comité du film ethnographique en 1952.
En 1952, il adhère au Groupe des XV.
Pierre Ichac est le fondateur en 1969 et vice-président de l’Association des Journalistes-écrivains pour la nature et l'écologie (JNE), l'une des premières associations françaises de défense de l’environnement, à l’origine de la candidature de l’écologiste René Dumont (ingénieur agronome comme Pierre Ichac) à l’élection présidentielle française de 1974.
Le groupe familial de Pierre Ichac, soudé par les sœurs et cousines Lartigue-Picamilh, se consacrera largement à l'exploration et à la montagne au cours du XXe siècle, avec les personnalités de Marcel Ichac (cinéaste de montagne), Pierre Chevalier (spéléologue français) et Régis Artru (alpiniste grenoblois).

### Hommages
Le nom de Pierre Ichac a été donné :
- à une voie de Montpellier ;
- à un chaland de débarquement du CNRS notamment utilisé par l'ORSTOM[4].

## Publications

### Ouvrages
- Nous marchions vers la France, Amiot Dumont, 1954. Les campagnes de libération de la Première Armée française, de la Tunisie aux Vosges, de 1942 à 1945.
- L’Afrique et mes amis, Julliard, 1957, 222 pages. Récits africains authentiques.
- Le Grand Barrage sur le Nil : le sauvetage du temple d’Abou Simbel, Ed. Gérard, Marabout Scope, 1964, 144 p.
- Le Théâtre en Afrique noire, de Pierre Ichac, article dans l’Encyclopædia Universalis.

### Participations
- Des photos de Pierre Ichac dans L’Appel du Hoggar de Roger Frison-Roche, Paris, Flammarion, 1936 et 1951.
- De photos de Pierre Ichac dans La Montagne aux écritures, de Roger Frison-Roche, Paris, Arthaud, 1952.
- Des photos de Pierre Ichac dans Afrique équatoriale française de Robert Delavignette, Paris, Hachette, 1957.
- La Grotte à peintures de Montignac, en Dordogne, fascicule par Pierre Ichac (publié avec Les premiers hommes, FM Bergounioux et André Glory, Didier, 1943 ?).

### Filmographie

#### Réalisation
Plusieurs documentaires en Afrique du Nord dont :
- 1929 : Pastorale Égyptienne, de Pierre Ichac, 20 min, 35 mm.
- 1929 : Voyage Au Désert, de Pierre Ichac, 7 min, muet. Images tournées dans le désert du Hoggar au milieu d'une caravane de Touaregs en Algérie.
- 1931 : Le Chant du Hoggar, de Pierre Ichac, 30 min, sonore. L'histoire amoureuse du « Lion du Hoggar» et de la belle Fatimada. À partir d'images tournées dans le désert du Hoggar.
- 1935 : L'Appel Du Hoggar, Au Cœur De L'Atlantide, 63mn, documentaire sur l'expédition alpine française au Hoggar en Algérie, avec Roger Frison-Roche, Raymond Coche, Pierre Lewden, François de Chasseloup-Laubat[5].

#### Assistanat et prise de vue
- Assistant de Georg Wilhelm Pabst pour la réalisation de L'Atlantide (,  et ).
- Opérateur de Georg Wilhelm Pabst pour la réalisation de Le Drame de Shanghaï en 1938 ( et ).

#### Participation
- Conseiller historique sur Les Grandes Batailles, La Campagne d'Italie (1970)[6], série télévisée de Daniel Costelle avec le témoignage de Pierre Ichac ().